# 下長田駅
下長田駅（しもながたえき）は、かつて広島県高田郡向原町大字長田（現在の安芸高田市向原町長田）にあった、鉄道省芸備線の駅。1941年（昭和16年）8月10日に営業休止となった。

## 概要
芸備鉄道では、1929年（昭和4年）よりガソリンカーを導入し、ガソリンカー専用の簡素な「飛び乗り駅」を設置するなどして旅客の確保に努めていた。当駅は、そのような中で設置された「飛び乗り駅」のひとつである。

## 歴史
- 1930年（昭和5年）4月25日：芸備鉄道の井原市駅 - 向原駅間にガソリンカー専用の長田停留場が開業[1]。
- 1937年（昭和12年）7月1日：芸備鉄道買収により国有化[1]。停留場から駅に変更になり、下長田駅となる[1]。
- 1941年（昭和16年）8月10日：戦時統制によるガソリンカー廃止により、他のガソリンカー専用駅とともに休止[1]。

## 駅跡
元々簡素な駅だったこともあり、駅の存在を偲ばせるものはない。